# Bratejewo
Bratejewo (russisch Брате́ево) ist ein Stadtrajon im Südosten Moskaus. 2020 hatte er 102.794 Einwohner.

## Geschichte
Einst befanden sich an der Stelle des heutigen Bezirks alte Siedlungen – hier wurden zahlreiche heidnische Grabhügel entdeckt. Im Mittelalter lagen auf dem Bratejewo-Hügel und in seiner Umgebung das wohlhabende Dorf Bratejewo und das Dorf Borissowo.

## Eingliederung in Moskau
1960 wurden die Dörfer Bratejewo und Borissowo sowie das umliegende Gebiet in den administrativen Bereich der Stadt Moskau eingegliedert, zunächst in den Proletarski-Bezirk und ab 1969 in den Krasnogwardeiski-Bezirk. In den 1980er Jahren wurde das Dorf Bratejewo vollständig abgerissen, um Platz für den Bau eines neuen Wohngebiets, Bratejewo, zu schaffen.

### Gründung des Bezirks
1991 wurde die alte Bezirkseinteilung abgeschafft und durch administrative Bezirke ersetzt, darunter den Südlichen Verwaltungsbezirk, die in temporäre munizipale Bezirke unterteilt wurden.
Der munizipale Bezirk Bratejewo war der erste in Moskau, der im Rahmen eines Experiments zur lokalen Selbstverwaltung gebildet wurde. Allerdings bestand er nur kurze Zeit: von seiner Gründung am 31. Juli 1991 bis zum 5. Juli 1995, als alle munizipalen Bezirke in der administrativen Gliederung durch Rajons ersetzt wurden.

## Terroranschlag
Am 13. September 1999 wurde im Haus 16, Gebäude 2 der Borisowskije Prudy-Straße eine große Menge Sprengstoff entdeckt. Die geplante Explosion eines 14-stöckigen Wohnhauses hätte Teil einer Serie von Terroranschlägen in russischen Städten sein können.

## Geografie

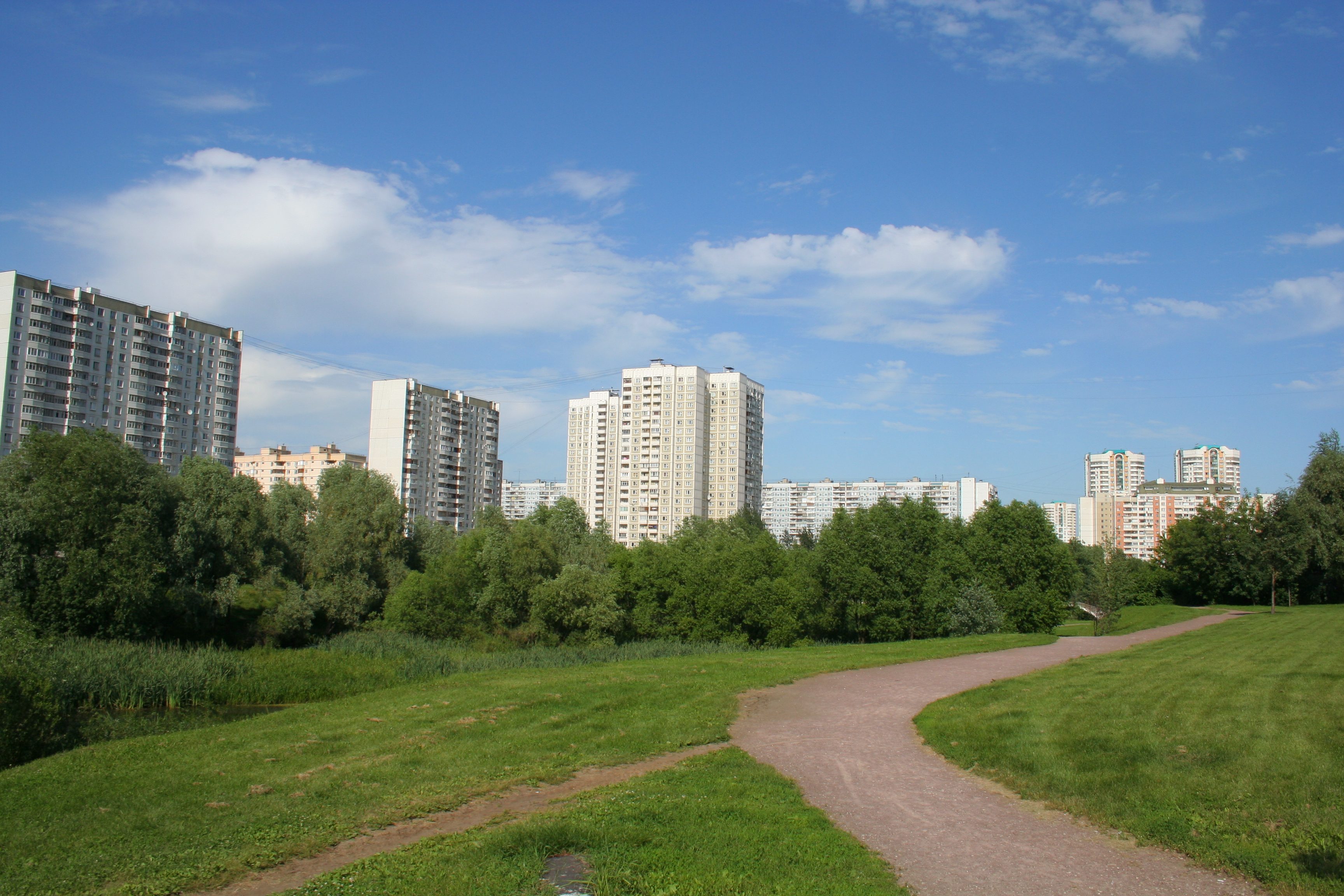
Häuser des Bezirks

Der Stadtbezirk befindet sich im Südosten Moskaus. Er liegt im Südlichen Verwaltungsbezirk und umfasst rund 7,63 km². Nördlich befindet sich der Bezirk Marijino. Auf dem Territorium befinden sich die beiden Stationen der Metro Moskau Alma-Atinskaja (Samoskworezkaja-Linie) und Borissowo (Ljublinsko-Dmitrowskaja-Linie).

## Friedhof Borissowskoje
Am 1. März 2024 wurde auf dem Borissowskoje-Friedhof im Westen des Bezirks Alexei Nawalny beerdigt.